# Арсланоглу, Василиос
Василиос Арсланоглу (греч. Βασίλειος Αρσλάνογλου; 1910, Мерсин — 27 февраля 1942, Мальта) — офицер военно-морских сил Греции, подводник и участник Второй мировой войны. Его именем, в 1947 году, была названа канонерская лодка ВМФ Греции.

## Биография

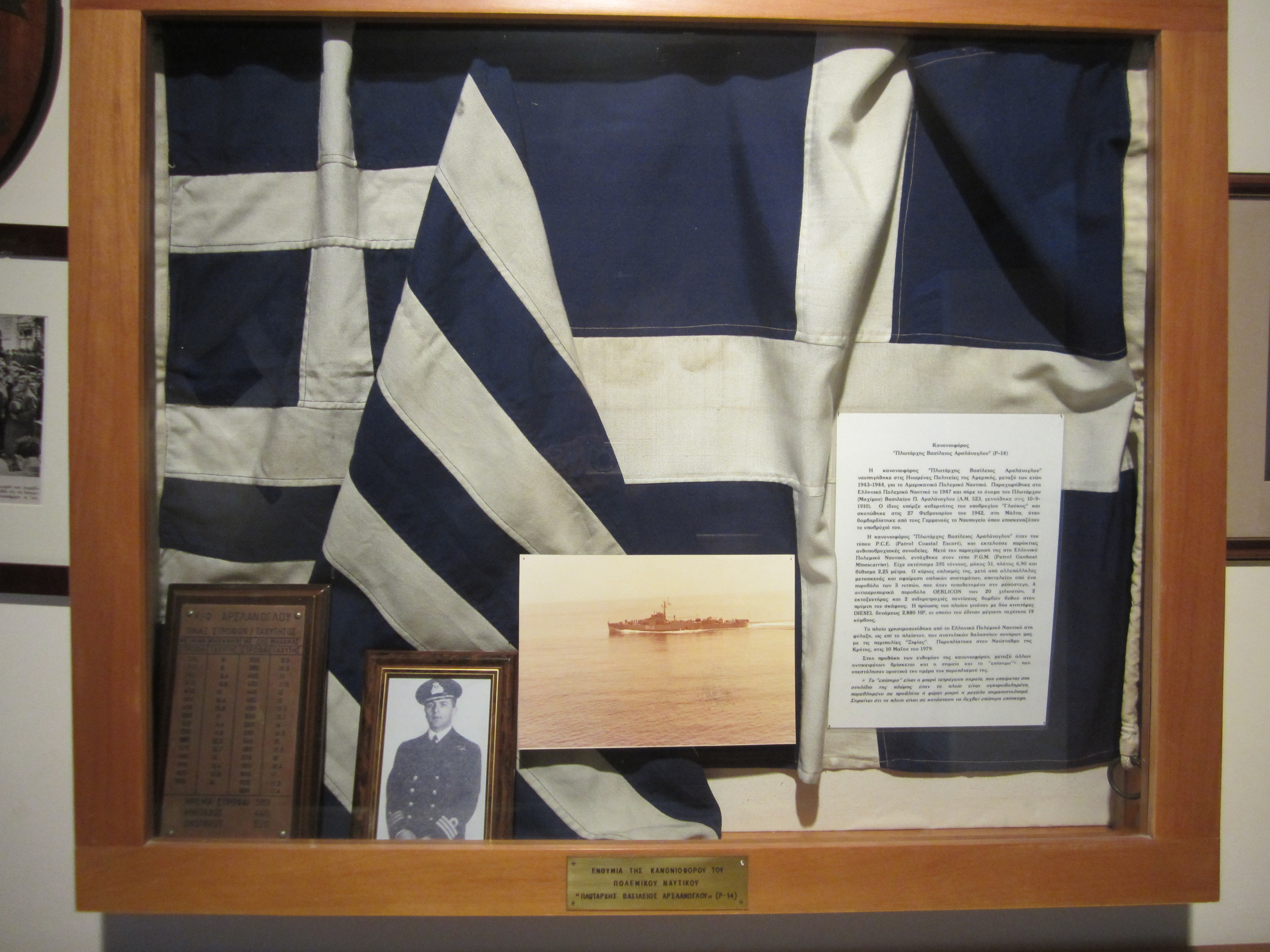
Стенд с фотографией Василия Арсланоглу, знаменем и фотографией канонерки «Арсланоглу». Исторический архив и музей Идры.

Василиос Арсланоглу родился в 1910 году в Мерсине, Османская империя.
В 1922 году, несмотря на то, что Киликия была далеко от полей сражения греко-турецкой войны, её греческое население было депортировано в Грецию в рамках греко-турецкого принудительного обмена населением. Семья Арсланоглу также переселилась в Грецию, где он окончил школу в 1925 году и поступил в военно-морское училище, которое окончил в 1929 году.
С началом греко-итальянской войны 28 октября 1940 года, первоначально был назначен первым помощником на подводную лодку «Папаниколис (Y-2)».
После того как греческая армия отразила нападение Италии и перенесла военные действия на территорию Албании, на помощь итальянцам пришла нацистская Германия. Германское вторжение в Грецию началось 6 апреля 1941 года. Немцы не смогли с ходу прорвать греческую оборону на Линии Метаксаса, что вынудило Гитлера заявить, что «из всех противников, которые нам противостояли, греческий солдат сражался с наибольшим мужеством».
Но немцы прошли через территорию Югославии. Группа дивизий Восточной Македонии (4 дивизии) оказалась отрезанной от основных сил армии, ведущих военные действия против итальянцев в Албании, где находились 16 из общего числа 22 греческих дивизий:545. Дорога на Афины была открытой для германских дивизий. Греческих частей на их пути практически не было. Было принято решение флоту уйти на Ближний Восток и продолжать войну с основной базой в египетской Александрии. Арсланоглу был назначен командиром подводной лодки «Главкос (Y-6)», в звании капитан-лейтенанта.

## Командир «Главкоса»
- 22 июля 1941 года, патрулируя у острова Родоса, Арсланоглу атаковал и расстрелял орудием подлодки два мобилизованных итальянцами и гружённых коммерческих судов. Оба судна были потоплены.
- 10 ноября 1941 года, патрулируя у Ираклиона, остров Крит, он торпедировал немецкое грузовое судно Norburg, водоизмещением 3000 тонн и потопил его[5].

После чего, по причине проблем с машиной, Арсланоглу был вынужден идти на одном двигателе на Мальту, на ремонт. Подлодка пришла на Мальту 19 ноября.
Но причине дефицита запасных частей и непрекращающихся воздушных налётов, завершение ремонта корабля постоянно отодвигалось.
Во время одного из авиационных налётов, 27 февраля 1942 года, капитан-лейтенант Арсланоглу был убит. Погиб также второй офицер, Иоаннис Костакос.

## Память
Капитан-лейтенант Василиос Арсланоглу «посмертно» был повышен в звании Капитана 2-го ранга, королевским указом от 31 мая 1942 года, с вручением греческих и союзных наград.
Позже, в 1947 году, его именем была названа одна из канонерских лодок полученных в США — «Арсланоглу (канонерская лодка)», которая прибыла на главную базу греческого военно-морского флота на острове Саламин 19 марта 1948 года.
5 ноября 2010 года, с согласия семьи, состоялось перезахоронение его останков, с кладбища в Калитее в склеп памятника павших военно-морского флота в лагере подгοтовки флота «Паласкас».